# Corentin Fohlen
Corentin Fohlen est un photojournaliste indépendant français né le 27 septembre 1981 à Quimper.
Il est lauréat de deux World Press Photo en 2011 et 2016, et un Visa d’or au Festival Visa pour l’Image.

## Biographie
Corentin Fohlen naît à Quimper en 1981. Il commence des études de bande dessinée à Bruxelles, qu’il délaisse lorsqu'il découvre la photographie. Il commence alors à couvrir quelques manifestations pour réaliser son premier portfolio et passe des heures dans le labo photo de l’école.
En 2004, sur les conseils de son ami Rémi Ochlik, il est embauché dans une première agence et couvre l’actualité française et internationale : élection présidentielle française en 2007, conflit au Nord-Kivu, guerre en Afghanistan, révolution Orange en Ukraine et à Bangkok, émeutes en banlieue parisienne, révolte populaire à Athènes, séisme en Haïti, révolutions arabes en Egypte et Libye, premières élections libres en Tunisie, famine dans la Corne de l’Afrique,, puis il décide de s’éloigner de l’actualité pour « raconter des histoires humaines fortes, engagées et qui donnent à voir une situation loin de l’attendu. »
Corentin Fohlen effectue un travail au long cours sur Haïti qu’il a découvert lors séisme qui a dévasté le pays en janvier 2010. Il souhaite « raconter le pays autrement, au-delà de la misère, de la violence, en dépassant l'approche humanitaire, pour rendre compte de ses richesses culturelles, humaines et historiques. Et témoigner de sa formidable énergie, qu'on montre si peu. » Ce travail, pour lequel il effectue plus vingt séjours sur l’île, aboutit à la publication de deux ouvrages : Haïti  (janvier 2017) puis Karnaval Jacmel (novembre 2017) aux éditions Light Motiv.
En 2014, il a fait l’objet d’un film documentaire de Jérôme Clément-Wilz : Un baptême du feu, qui est diffusé sur France 4 en mars 2015,.
En parallèle de son travail de photojournaliste, Corentin Fohlen travaille sur des séries plus personnelles et artistiques. Que ce soit avec le réalisateur Jérôme « Printemps » Clément-Wilz dans leur duo nommé Epectase (exposé en 2015 au festival Circulation(s), ou dans son exploration familiale en réalisant une série sarcastique sur l’enfant-roi avec "Lardon 1er" (2018) ainsi qu’un travail documentaire sur son oncle avec "mon Oncle" (2020) , qui ont tous deux fait l’objet d’un livre aux éditions PhotoPaper. Durant le confinement lors de la période Covid, un travail intimiste sur son fils a été réalisé avec la série Eden.
Corentin Fohlen vit et travaille à Paris. Il est diffusé par Divergence et Pixpalace. Ses reportages sont régulièrement publiés par la presse française et internationale : The New York Times, Le magazine du Monde « M », Paris Match, Libération, Les Jours, Le Temps, Stern, Polka Magazine, Le Monde, Télérama, Slate, Le Figaro, la revue 6Mois, Le Point, L’Obs, le JDD, L’Express, Marianne, L’Hebdo, Die Zeit, La Vie, Les Inrockuptibles, Jeune Afrique, Afrique Magazine, Ebdo, Le Pèlerin, Causette, La Croix, etc.

## Publications
- Karnaval Jacmel, éditions Light Motiv, 2017
- Haïti, éditions Light Motiv, 2017
- Le Village, préface de Yanick Lahens, éditions Le Bec en l’Air, 2018[13]
- Lardon 1er, éditions PhotoPaper, 2018
- Only Colored, éditions PhotoPaper (coll. SmallPaper), 2020
- Mon oncle (…est un génie), éditions PhotoPaper, 2020[10]

## Expositions
Liste non exhaustive
- 2010 : Exposition à Visa pour l'image lors du prix Jeune Reporter sur le séisme en Haïti et les Chemines Rouges en Thaïlande
- 2013 : Projection du reportage « In the name of Haïti » lors du festival Visa pour l'image
- 2014 : La reconstruction en Haïti, au festival L’ Œil Urbain
- 2015 : Haïti à l’Institut Français de Port-au-Prince, Haïti
- 2016 : Une enfance réfugiée sur les grilles de la Tour Saint Jacques
- 2017: Haïti à la galerie Fisheye
- 2017 : Morne-à-Cabri exposé lors de la 7e édition du festival Circulation(s)
- 2018 : Karnaval à la galerie L’Angle à Hendaye
- 2019 : Le Village, galerie de l’Union des Photographes Professionnels, Paris[13]
- 2021 : Mon oncle (…est un génie), festival « L’Œil Urbain » de Corbeil-Essonnes[10]
- 2021 : Only colored » Galerie L’Angle, Hendaye[14]

## Prix et récompenses
Liste non exhaustive
- 2011 : World Press Photo Awards, Photo Contest, Spot News, Stories, 2e prix[15]
- 2016 : World Press Photo Awards, Photo Contest, Spot News, Singles, 2e prix[16]
- 2016 : Visa d’or du jeune Reporter au Festival Visa pour l’Image pour sa série « Haïti / Bangkok : de l’horreur à la révolte »[17],[9]
- 2016 : Prix AFD-Libération du meilleur reportage[5]
- 2017 : Prix Maison Blanche[18]
- 2018 : Sony World Photography Award[13]

## Documentaires
- Corentin Fohlen, un baptême du feu, film documentaire de Jérôme Clément-Wilz, 2014, 62 min[19],[6].
- « Virus, regards de photographes », avec Éric Bouvet, Corentin Fohlen, Laurence Geai, Antoine d’Agata et Peter Turnley, film documentaire d’Anouk Burel, LCP, 2021, 51 min[20].